# Erebia pacula
Erebia pacula är en fjärilsart som beskrevs av Hans Fruhstorfer 1910. Erebia pacula ingår i släktet Erebia och familjen praktfjärilar. Inga underarter finns listade i Catalogue of Life.